# FNN東海テレビスーパータイム
『FNN東海テレビスーパータイム』（エフエヌエヌとうかいテレビスーパータイム）は、1990年4月2日から1997年3月29日まで東海テレビで放送された夕方のローカルワイドニュース番組（『FNNスーパータイム』の東海3県向けローカル扱い）。

## 番組概要
長年続いていたローカルニュース『FNNイブニングニュース600』のタイトルをフジテレビ発の全国ニュース『FNNスーパータイム』に合わせて統一した（日曜日のみ『中日新聞テレビ日曜夕刊』として放送。番組は現在でも放送中）。クレジット部分は「協力・中日新聞」と表示。
ナゴヤ球場3塁側の東海テレビの広告フェンスには、長年本番組の広告が掲げられていた（後期には『ニュースJAPAN』と合同）。

## 歴代出演者

### 歴代ニュースキャスター
- 高井一 - メインキャスター。前番組『イブニングニュース600』から続投。
- 松井美智子
- 三股こずえ
- 磯野正典（土曜） - 日曜の『中日新聞テレビ日曜夕刊』も兼務。
- 庄野俊哉
- 大鳥居美也子
- 田中秀佳
- 田原留美子

ほか

### お天気キャスター
- 久納敏夫 - 高井同様、『イブニングニュース600』から続投。
- 松尾凱雄

ほか

## 放送時間
- 月曜日 - 金曜日 18:00 - 19:00、土曜日 18:00 - 18:30（1990年4月2日 - 1997年3月29日）